# Chiesa di San Giovanni Battista (Zoagli)
La chiesa di San Giovanni Battista è un luogo di culto cattolico situato nella frazione di Semorile nel comune di Zoagli, nella città metropolitana di Genova. La chiesa è sede della parrocchia omonima del vicariato di Rapallo-Santa Margherita Ligure della diocesi di Chiavari.

## Storia e descrizione

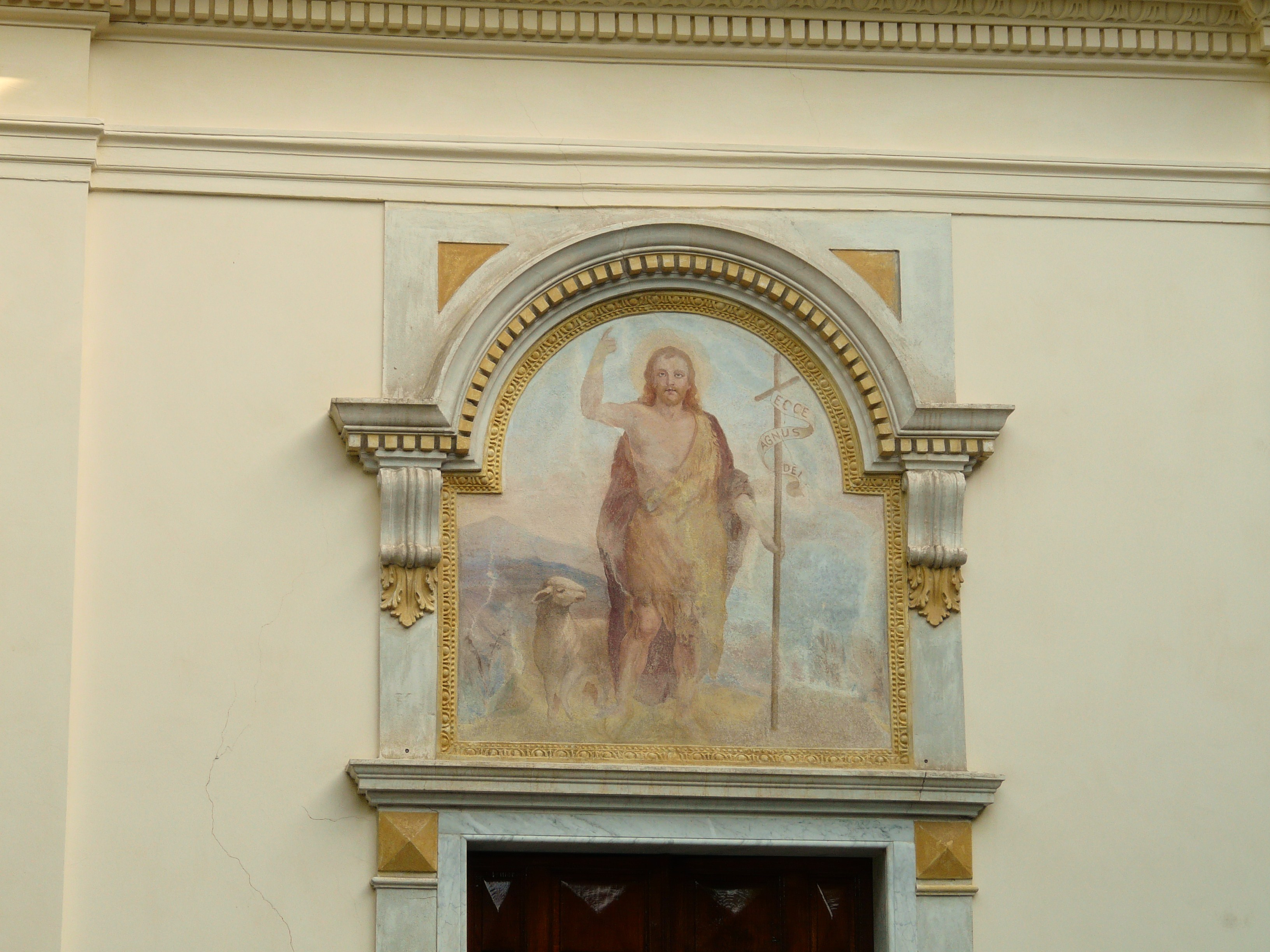
L'affresco di Giovanni Battista presente in facciata

L'edificio parrocchiale è situata nella frazione di Semorile e fu presente anticamente come oratorio della comunità frazionaria. In seguito l'edificio divenne parrocchiale dal 1619 quando, il 28 settembre, fu creata parrocchia indipendente dalla comunità di San Martino di Zoagli dall'arcivescovo di Genova Domenico de' Marini. La comunità comprende ancora oggi anche la vicina frazione di Cerisola.
Costruita con unica navata fu in seguito ampliata nel XIX secolo. Al suo interno sono conservate pregiate tele dell'epoca e una statua della scuola dello scultore genovese Anton Maria Maragliano e di Nicola Neonato.